# Dracophyllum
Dracophyllum is een geslacht uit de heidefamilie (Ericaceae). Het geslacht telt ongeveer veertig soorten die voorkomen in Nieuw-Zeeland, Oost-Australië, Nieuw-Caledonië en op enkele afgelegen Sub-antarctische Eilanden.

## Soorten
- Dracophyllum acerosum Berggr.
- Dracophyllum adamsii Petrie
- Dracophyllum alticola Däniker
- Dracophyllum arboreum Cockayne
- Dracophyllum balansae Virot
- Dracophyllum cockayneanum Du Rietz
- Dracophyllum cosmelioides W.R.B.Oliv.
- Dracophyllum densum W.R.B.Oliv.
- Dracophyllum elegantissimum S.Venter
- Dracophyllum filifolium Hook.f.
- Dracophyllum fiordense W.R.B.Oliv.
- Dracophyllum fitzgeraldii C.Moore & F.Muell.
- Dracophyllum involucratum Brongn. & Gris
- Dracophyllum kirkii Berggr.
- Dracophyllum latifolium A.Cunn.
- Dracophyllum lessonianum A.Rich.
- Dracophyllum longifolium (J.R.Forst. & G.Forst.) R.Br. ex Roem. & Schult.
- Dracophyllum mackeeanum S.Venter
- Dracophyllum macranthum E.A.Br. & Streiber
- Dracophyllum marmoricola S.Venter
- Dracophyllum matthewsii (Carse) Carse
- Dracophyllum menziesii Hook.f.
- Dracophyllum milliganii Hook.f.
- Dracophyllum minimum F.Muell.
- Dracophyllum muscoides Hook.f.
- Dracophyllum oceanicum E.A.Br. & Streiber
- Dracophyllum oliveri Du Rietz
- Dracophyllum ophioliticum S.Venter
- Dracophyllum ouaiemense Virot
- Dracophyllum paludosum Cockayne
- Dracophyllum palustre W.R.B.Oliv.
- Dracophyllum patens W.R.B.Oliv.
- Dracophyllum pearsonii Kirk
- Dracophyllum politum (Cheeseman) Cockayne
- Dracophyllum pronum W.R.B.Oliv.
- Dracophyllum prostratum Kirk
- Dracophyllum pubescens Cheeseman
- Dracophyllum pyramidale W.R.B.Oliv.
- Dracophyllum ramosum Pancher ex Brongn. & Gris
- Dracophyllum recurvum Hook.f.
- Dracophyllum rosmarinifolium (G.Forst.) R.Br. ex Roem. & Schult.
- Dracophyllum sayeri F.Muell.
- Dracophyllum scoparium Hook.f.
- Dracophyllum secundum R.Br.
- Dracophyllum sinclairii Cheeseman
- Dracophyllum strictum Hook.f.
- Dracophyllum subulatum Hook.f.
- Dracophyllum townsonii Cheeseman
- Dracophyllum traversii Hook.f.
- Dracophyllum trimorphum W.R.B.Oliv.
- Dracophyllum uniflorum Hook.f.
- Dracophyllum urvilleanum A.Rich.
- Dracophyllum verticillatum Labill.
- Dracophyllum viride W.R.B.Oliv.

## Hybriden
- Dracophyllum × arcuatum W.R.B.Oliv.
- Dracophyllum × densiflorum W.R.B.Oliv.
- Dracophyllum × erectum W.R.B.Oliv.
- Dracophyllum × insulare W.R.B.Oliv.
- Dracophyllum × marginatum W.R.B.Oliv.
- Dracophyllum × saxicola W.R.B.Oliv.
- Dracophyllum × varium Colenso
- Dracophyllum × vulcanicum W.R.B.Oliv.

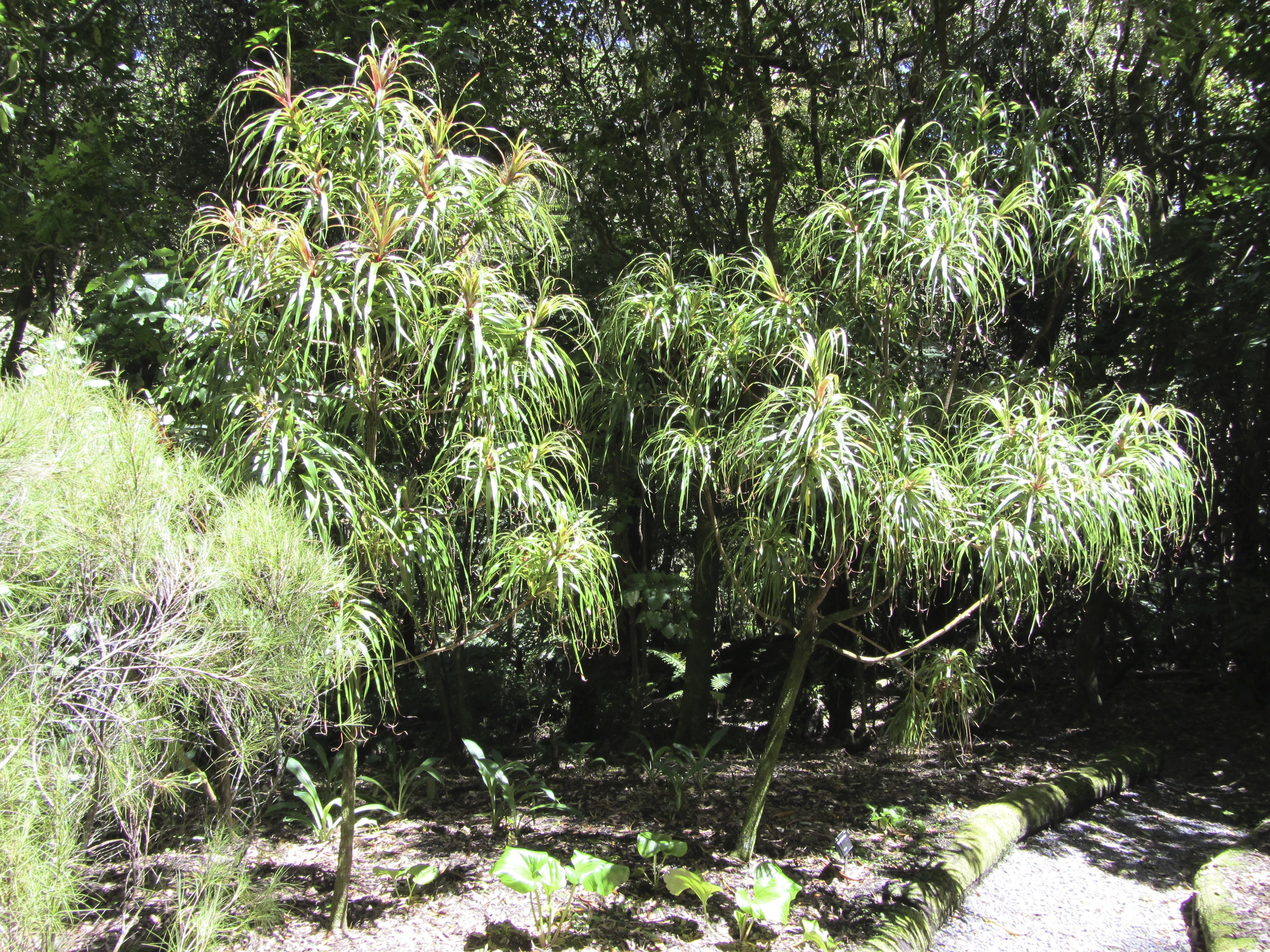
Dracophyllum latifolium
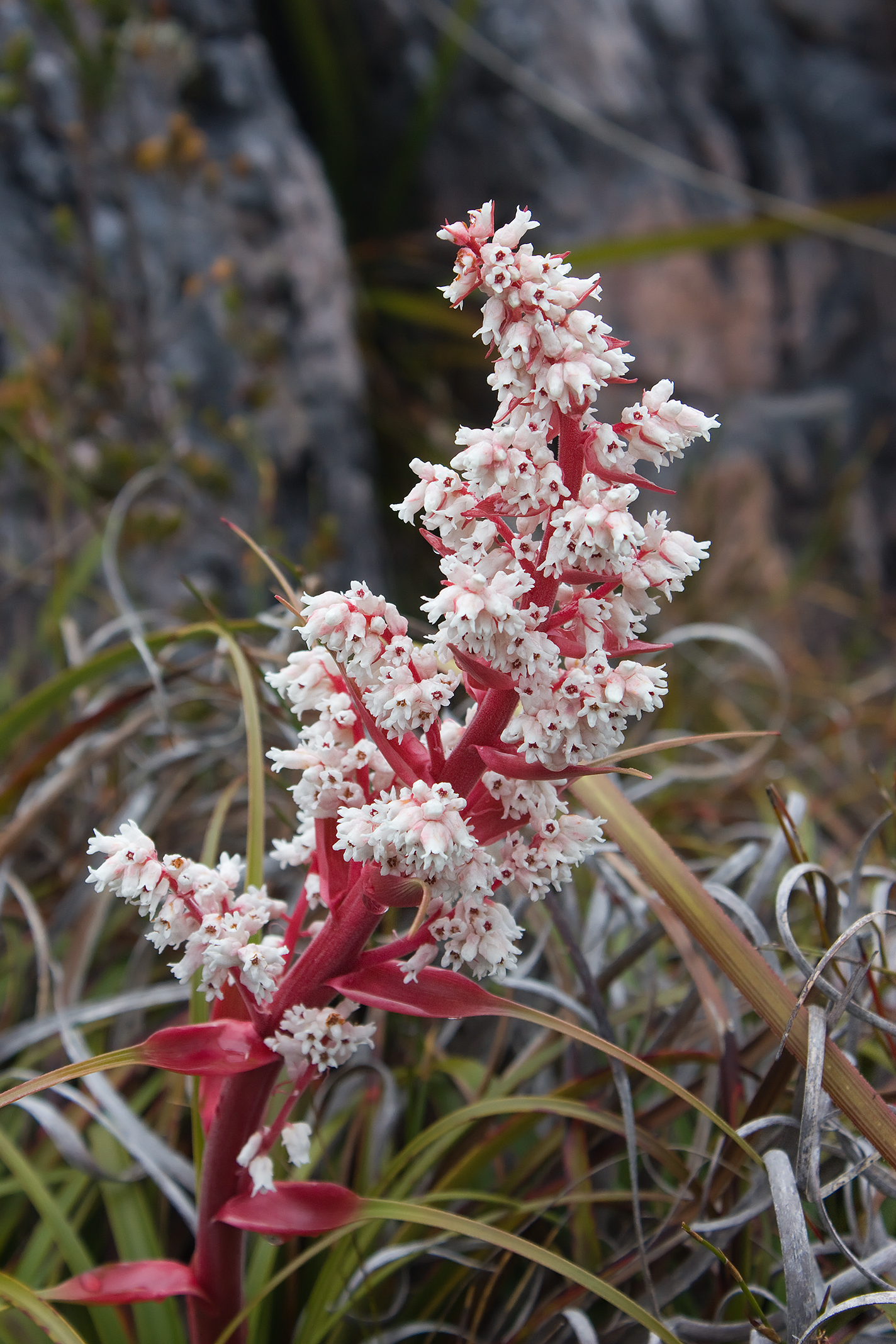
Dracophyllum milliganii
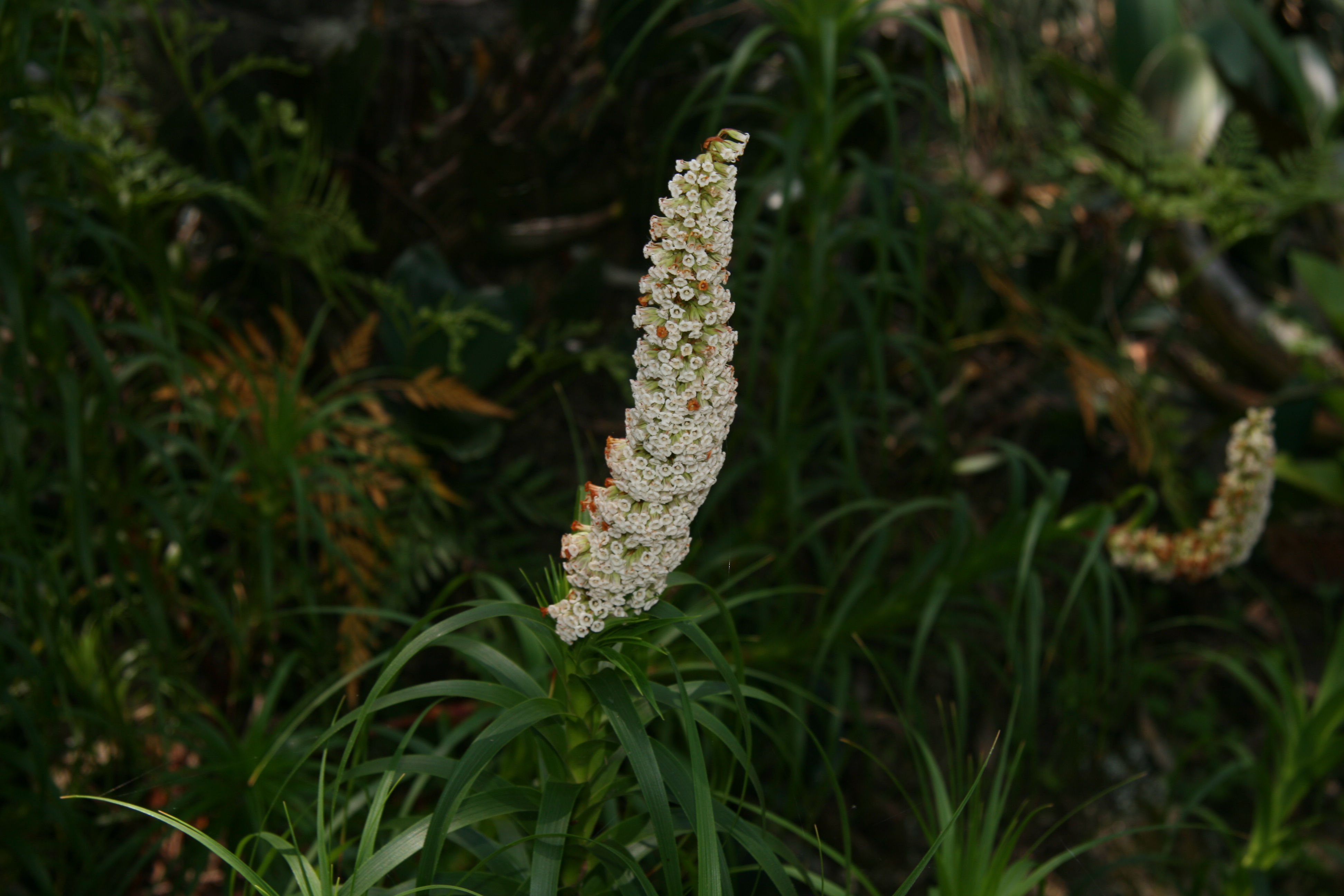
Dracophyllum oceanicum
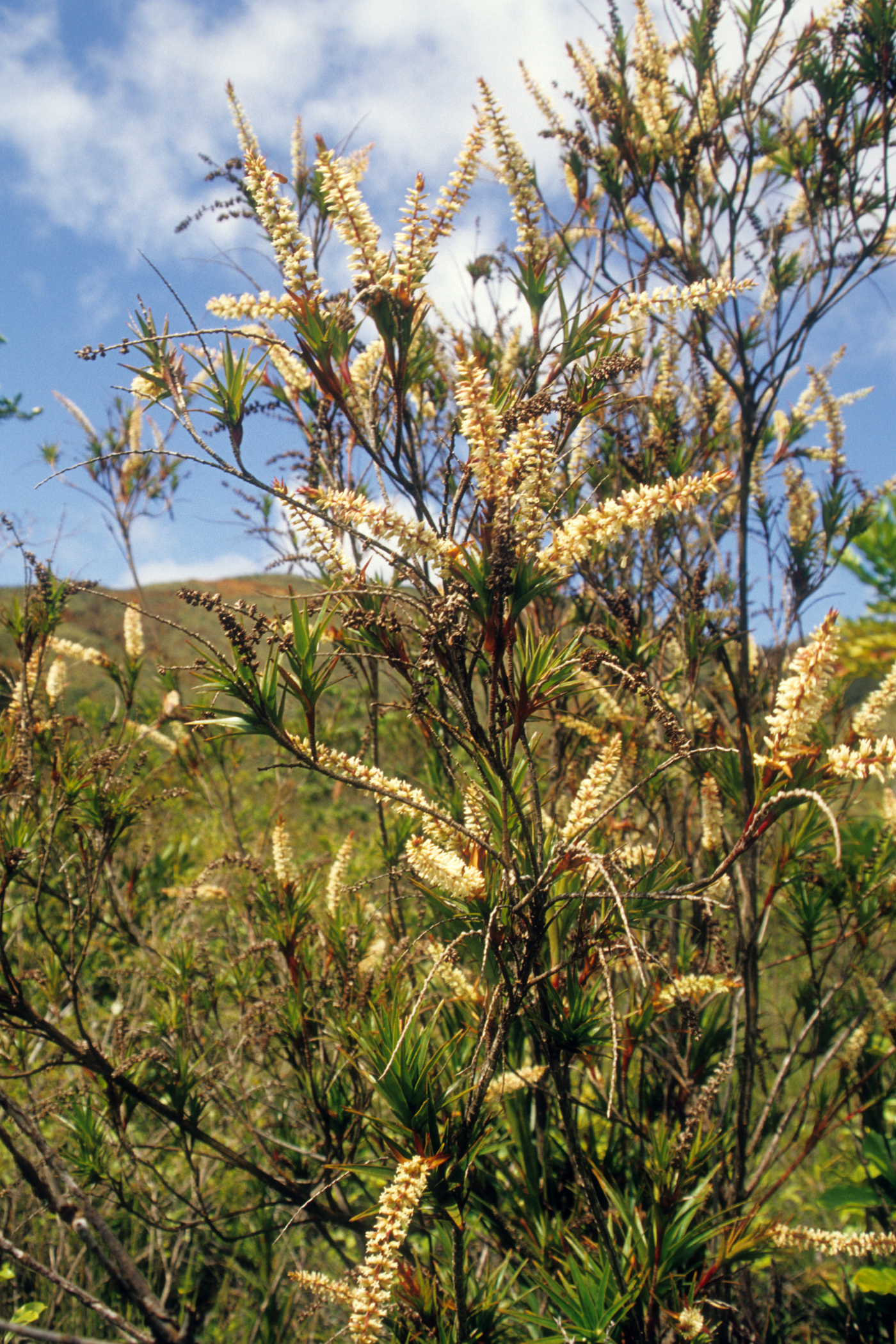
Dracophyllum ramosum
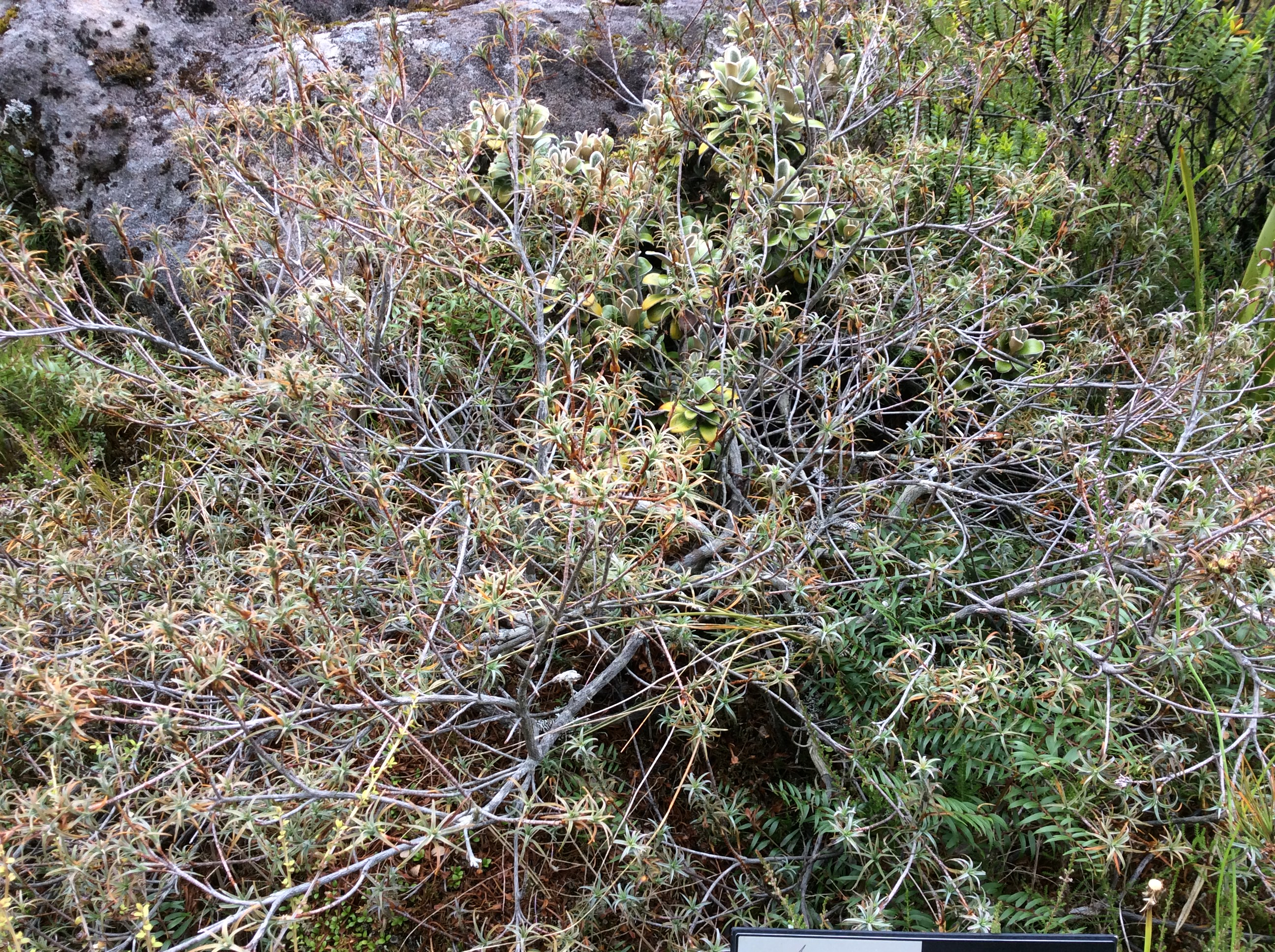
Dracophyllum recurvum
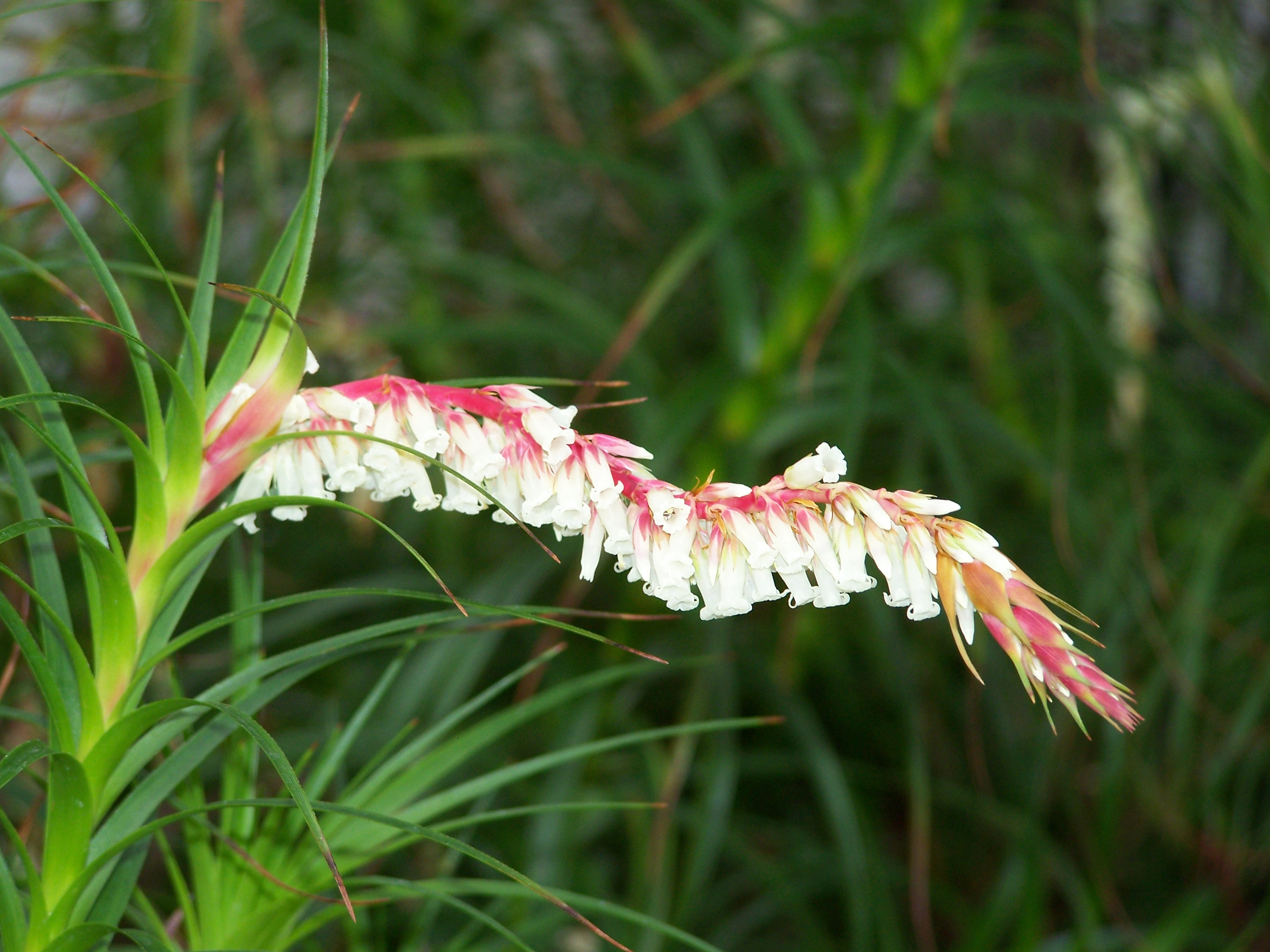
Dracophyllum secundum
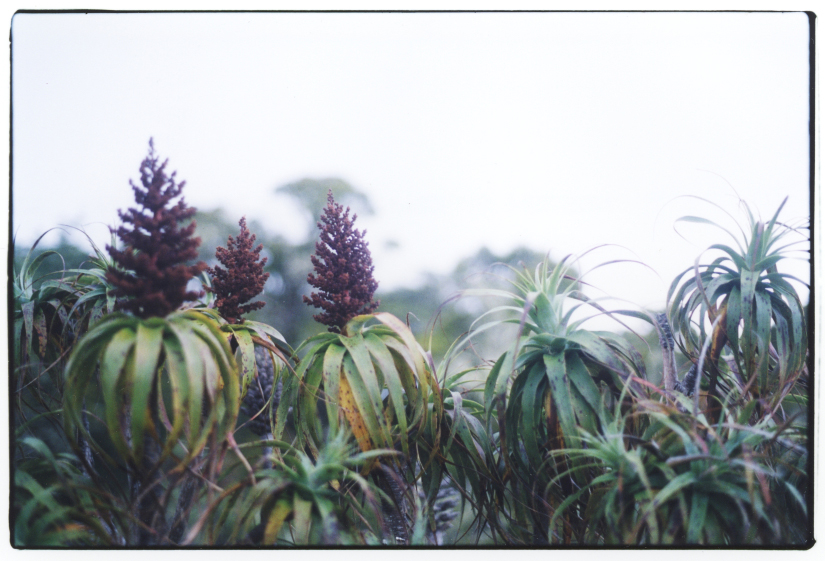
Dracophyllum traversii
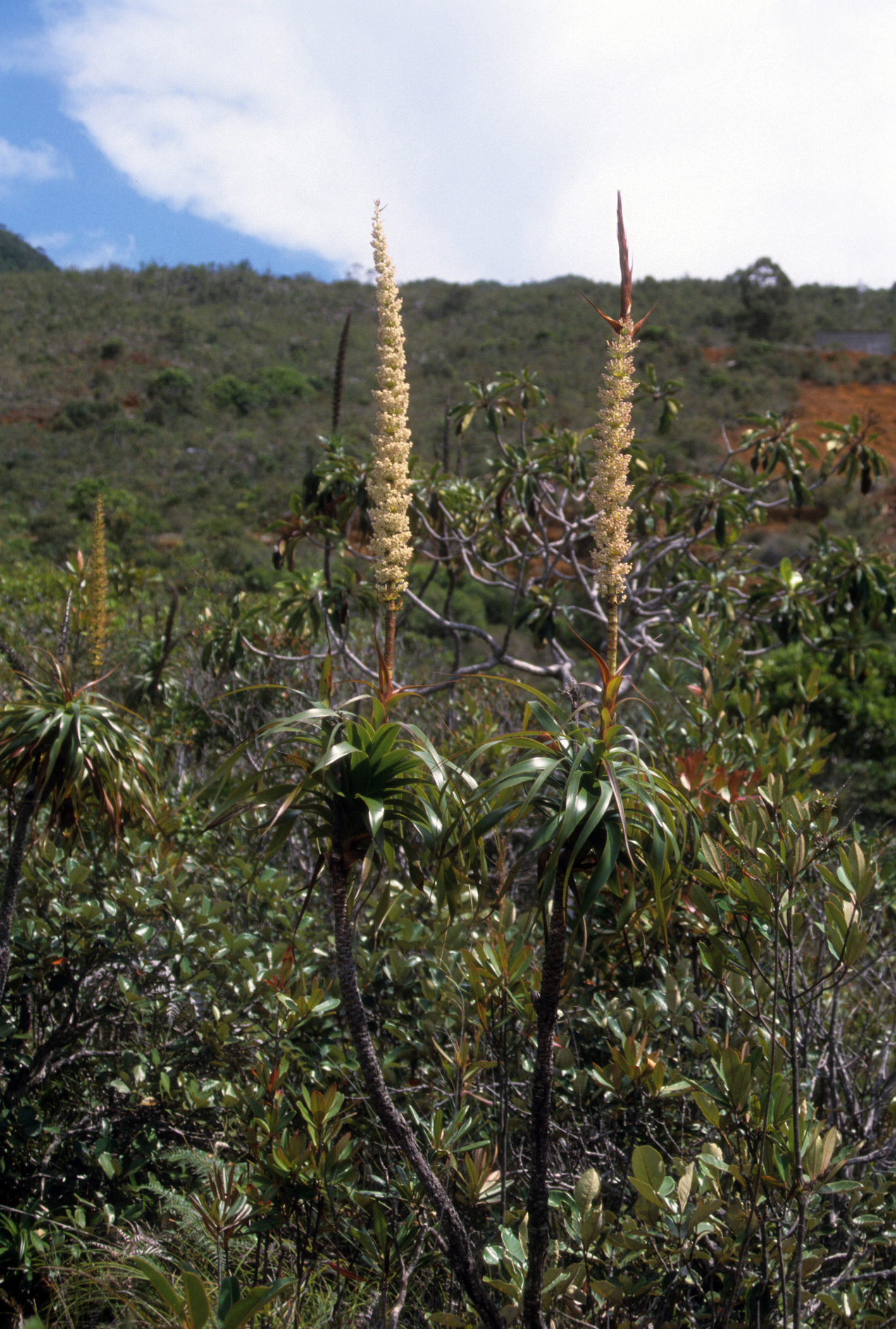
Dracophyllum verticillatum

... · 
Acrothamnus · 
Acrotriche · 
Agapetes · 
Agarista · 
Andersonia · 
Andromeda · 
Arbutus · 
Arctostaphylos · 
Calluna · 
Cassiope · 
Chimaphila · 
Daboecia · 
Dracophyllum · 
Empetrum · 
Enkianthus · 
Erica (Dophei) · 
Kalmia · 
Leptecophylla · 
Moneses · 
Monotropa · 
Orthilia · 
(Oxycoccus (Veenbes)) · 
Pieris · 
Pyrola (Wintergroen) · 
Rhododendron (Rododendron) · 
Vaccinium (Bosbes) . 
Woollsia . 
...